# Tramlijn Cadzand - Cadzand Haven
De Tramlijn Cadzand - Cadzand Haven, was een tramlijn op meterspoor in Zeeuws-Vlaanderen. Vanuit Cadzand liep de lijn naar Cadzand Haven.

## Geschiedenis
De lijn werd in 1929 geopend door de Stoomtram-Maatschappij Breskens - Maldeghem. Vanaf 1 augustus 1948 werd het reizigersvervoer gestaakt, in september 1949 werd ook het goederenvervoer stilgelegd en de lijn opgebroken. Na de Watersnood van 1953 werd de haven gedempt, tegenwoordig heet Cadzand Haven Cadzand-Bad.